# Legio I Maximiana
Legio I Maximiana („Първи максимиански легион“) е легион на римската войска, основан през 296/297 г. от Диоклециан и съществува до най-малко през ранния 5 век.
Legio I Maximiana и неговият сестрин-легион Legio II Flavia Constantia са образувани през 296 или 297 г. от Диоклециан, за да се осигури разделянето на провинцията Египет и новообразуваната провинция Тиваида (Горен Египет). Легионът е наречен на Гай Галерий Валерий Максимиан (293 – 311) и/или Марк Аврелий Валерий Максимиан (286 – 305), Цезари и съимператори на Диоклециан.
През 354 г. една част Vexillation на легиона е преместена в Тракия близо до Адрианополис (Одрин). С голяма вероятност тази войскова част под император Валент участва през 378 г. в Битката при Адрианопол и претърпява големи загуби.